# Уолтон, Джо (писательница)
Джо Уолтон (англ. Jo Walton; род. 1 декабря 1964 год) — валлийско-канадская писательница и поэтесса, работающая в жанрах фэнтези и научной фантастики. В 2002 году получила Премию Джона В. Кэмпбелла лучшему новому писателю-фантасту, а в 2004 году — Всемирную премию фэнтези за роман «Tooth and Claw». В 2008 году стала солауреаткой премии «Прометей» за роман «Ha’penny», в 2010 году — лауреаткой Мифопоэтической премии за роман «Lifelode». Её роман «Среди других» (англ. Among Others) получил премию «Небьюла» в 2011 году и премию «Хьюго» в 2012 году, став, таким образом, одним из семи романов, номинированных одновременно на Всемирную премию фэнтези, «Хьюго» и «Небьюлу».

## Биография
Джо Уолтон родилась в Абердэре, Кинон-Вэлли, Уэльс. Она посещала школу Парк Скул в Абердэре, а затем Абердэрскую грамматическую школу для девочек. Около года она жила в Кардиффе и училась в школе Хауэлл Скул, а затем закончила свое среднее образование образование в школе Освестри в Шропшире. В дальнейшем она окончила Ланкастерский университет. В течение двух лет она жила в Лондоне, далее, до 1997 года, в Ланкастере, а затем переехала в Суонси, где и жила до своего переезда в Канаду в 2002 году.
Уолтон владеет валлийским. По её словам, это родной язык её семьи, её бабушка была известной валлийской учёной и переводчицей, сама Уолтон изучала его в школе с пяти до шестнадцати лет; её грамматика и словарный запас находятся на уровне десятилетнего ребёнка, но с произношением проблем у неё нет.

## Литературная карьера
Уолтон начала писать в 13 лет, но её первый роман был опубликован только в 2000 году. До этого у неё выходил ряд публикаций, связанных с ролевыми играми, в частности, в игровых журналах «Arcane» и «Pyramide», в основном в соавторстве с её тогдашним мужем Кеном Уолтоном. Уолтон также активно участвовала в научно-фантастическом онлайн-фандоме.
Первые три её романа «The King’s Peace» («Мир короля», 2000), «The King’s Name» («Имя короля», 2001) и «The Prize in the Game» («Приз в игре», 2002) были написаны в жанре фэнтези, их действие происходит в мире, основанном на Британии короля Артура и Ирландии «Похищения быка из Куальнге». Следующий роман Уолтон, «Tooth and Claw» («Зубы и когти», 2003) был задуман как книга, которую мог написать Энтони Троллоп, но с драконами вместо людей.
Роман «Farthing» («Фартинг», 2006) был первым экспериментом Уолтон в жанре альтернативной истории. Классический «уютный» детектив в нём происходит в мире, где Великобритания заключила мир с Адольфом Гитлером до вступления США во Вторую мировую. Роман был номинирован на премию «Небьюла», Мемориальную премию Джона В. Кэмпбелла за лучший научно-фантастический роман и премию «Сайдвайз» за лучшее произведение в жанре альтернативной истории. Трилогию романов, действие которых происходит в том же мире, продолжают «Ha’penny» («Полпенни», 2007), и «Half a Crown» («Полкроны», 2008). «Ha’penny» получил в 2008 году премию «Прометей» (совместно с романом Гарри Тертлдава «Гладиатор») и был номинирован на премию «Лямбда».
В 2011 году был опубликован роман Уолтон «Среди других» (англ. Among Others), частично основанный на биографии самой писательницы. Его главная героиня — девочка-подросток, оторванная от своей семьи и родного для неё Уэльса, отправленная в английскую частную школу и спасающаяся чтением научной фантастики. Сестра главной героини погибла, а сама она получила неизлечимую травму ноги, что также соответствует фактам из жизни самой Уолтон. Помимо автобиографических, в романе присутствуют и фэнтезийные элементы: главная героиня и её сестра общаются с фэйри, а её мать — ведьма. Роман стал лауреатом премии «Небьюла» в 2011 году и «Хьюго» — в 2012. Он был также номинирован на Всемирную премию фэнтези.
В апреле 2007 года Говард В. Хендрикс, автор нескольких научно-фантастических романов, высказался о том, что профессиональные писатели ни при каких обстоятельствах не должны выкладывать свои произведения онлайн бесплатно, так как это приравнивает их к штрейкбрехерам. Уолтон ответила на это тем, что объявила 23 апреля «Международным днем измазанных пикселями технокрестьян» (англ. International Pixel-Stained Technopeasant Day), в который писатели, не согласные с Хендриксом, выкладывали бы свои произведения онлайн. В 2008 Уолтон отметила этот день, выложив на своем сайте несколько глав из незаконченного продолжения «Tooth and Claw».
С 2008 года Уолтон также ведет колонку на сайте издательства «Tor Books», в которой публикует преимущественно рецензии на старую фантастику.

## Личная жизнь
После публикации своего первого романа Уолтон переехала в Монреаль, Квебек, Канада. На настоящий момент она замужем за доктором Эмметом А. О’Брайеном, ирландцем по происхождению. Её единственный ребёнок — сын Александр, родившийся в 1990 году.

### Романы
- Серия о Салиэн
  - «The King’s Peace» («Мир короля»; октябрь 2000, Tor Books, ISBN 0-312-87229-1)
  - «The King’s Name» («Имя короля»; декабрь 2001, Tor Books, ISBN 0-312-87653-X)
  - «The Prize in the Game» («Приз в игре»; декабрь 2002, Tor Books, ISBN 0-7653-0263-2)
- «Tooth and Claw» («Клык и коготь»; ноябрь 2003, Tor Books, ISBN 0-7653-0264-0) — опубликован на русском языке в 2020 году в издательстве «АСТ»
- Трилогия мелочи
  - «Farthing» («Фартинг»; август 2006, Tor Books, ISBN 0-7653-1421-5)
  - «Ha’penny» («Полпенни»; октябрь 2007, Tor Books, ISBN 0-7653-1853-9)
  - «Half a Crown» («Полкроны»; август 2008, Tor Books, ISBN 978-0-7653-1621-9)
- «Lifelode» («Жила жизни»; февраль 2009, NESFA Press, ISBN 1-886778-82-5)
- «Among Others» («Среди других»; январь 2011, Tor Books, ISBN 978-0-7653-2153-4) — опубликован на русском языке в 2017 году в издательстве «АСТ»
- «My Real Children» («Мои настоящие дети»; май 2014, Tor Books, ISBN 9780765332653)
- Тессалийская трилогия
  - «The Just City» («Справедливый город»; январь 2015, Tor Books, ISBN 9780765332660)
  - «The Philosopher Kings» («Короли-философы»; июнь 2015, Tor Books, ISBN 9780765332677)
  - «Necessity» («Неизбежность»; июль 2016, Tor Books, ISBN 9780765379023)
- «Lent» («Великий пост»; май 2019, Tor Books, ISBN 9780765379061)
- «Or What You Will» («Или что угодно»; июль 2020, Tor Books, ISBN 9781250308993)

### Другие работы
- «Muses and Lurkers», поэтический сборник («Музы и „луркеры“»; 2001, под редакцией Элеанор Эванс)
- «Sybils and Spaceships», поэтический сборник («Сивиллы и космические корабли»; 2009, NESFA Press)
- «What Makes This Book So Great», сборник эссе и рецензий на книги («Что делает эту книгу замечательной?»; 2014, Tor Books, ISBN 0765331934).
- «Starlings», сборник рассказов и стихотворений («Скворцы»; 2018, Tachyon Publications)
- «An Informal History of the Hugos» («Неформальная история „Хьюго“»; 2018, Tor Books)